# Daniel Harrwitz
Daniel Harrwitz (Wrocław, 29 de abril de 1823 – Tirol, 9 de janeiro de 1884) foi um mestre de xadrez alemão.

## Biografia
Harrwitz nasceu em Breslau (Wrocław), na Voivodia da Silésia. Ele estabeleceu a sua fama em Paris, especialmente como um jogador de jogos de olhos vendados. Perdeu uma série de partidas na Inglaterra para Howard Staunton em 1846 e empatou um jogo com Adolf Anderssen disputado na Alemanha em 1848.
A partir de 1849 Harrwitz morou na Inglaterra e fundou a British Chess Review. Em 1856 mudou-se para Paris e lá ganhou um jogo contra Jules Arnous de Rivière. Em 1858 jogou uma partida contra Paul Morphy em Paris. Harrwitz venceu os dois primeiros jogos mas perdeu a partida por 5.5-2.5. Harrwitz retirou-se do match, alegadamente por motivos de saúde. Ele posteriormente retirou-se para a Província autónoma de Bolzano na Áustria e morreu em 1884.
Harrwitz teve um resultado favorável contra Anderssen. Embora tivesse um recorde negativo contra Morphy, ele foi um dos poucos mestres que bateu Morphy com as peças pretas. Eis uma de suas vitórias em Paris em 1858:
1.e4 e5 2.Cf3 d6 3.d4 exd4 4.Dxd4 Cc6 5.Ab5 Ad7 6.Axc6 Axc6 7.Ag5 Cf6 8.Cc3 Ae7 9.O-O-O O-O 10.The1 h6 11.Ah4 Ce8 12.Axe7 Dxe7 13.e5 Axf3 14.gxf3 Dg5+ 15.Rb1 dxe5 16.Txe5 Dg2 17.Cd5 Dxh2 18.Tee1 Dd6 19.Tg1 Rh7 20.De3 f5 21.Cf4 Db6 22.De2 Tf7 23.Dc4 Df6 24.Ch5 De7 25.Tde1 Dd7 26.a3 Cd6 27.Dd4 Tg8 28.Tg2 Ce8 29.Dc3 f4 30.Th1 g6 31.Thg1 Dd5 32.De1 Dxh5 33.Tg5 Dxf3 34.De6 Tf6 35.De7+ Tg7 36.Dxe8 hxg5 37.De1 Dc6 0-1